# Montagnes du Barétous
Montagnes du Barétous este o arie protejată (arie specială de conservare — SAC, sit de importanță comunitară — SCI) din Franța întinsă pe o suprafață de 14.421 ha, integral pe uscat.

## Localizare
Centrul sitului Montagnes du Barétous este situat la coordonatele 43°02′44″N 0°48′49″W / 43.04565°N 0.81359°V.

## Înființare
Situl Montagnes du Barétous a fost declarat sit de importanță comunitară în septembrie 2002 pentru a proteja 1 specie de plante și 10 specii de animale. Situl a fost protejat și ca arie specială de conservare în iulie 2014.

## Biodiversitate
Situată în ecoregiunile alpină și atlantică, aria protejată conține 24 de habitate naturale: Pajiști umede atlantice temperate cu Erica ciliaris și Erica tetralix, Pajiști uscate europene, Lande oro-mediteraneene cu formațiuni endemice de grozamă, Formațiuni stabile xerotermofile de Buxus sempervirens pe pante stâncoase (Berberidion p.p.), Pajiști carstice calcaroase sau bazofile, de Alysso-Sedion albi, Pajiști uscate seminaturale și facies de acoperire cu tufișuri pe substraturi calcaroase (Festuco-Brometalia) (* situri importante pentru orhidee), Formațiuni ierboase bogate în specii de Nardus, dezvoltate pe substraturi silicioase în zone montane (și în zone submontane, în Europa continentală), Pajiști cu Molinia pe soluri calcaroase, turboase sau argilos-nămoloase (Molinion caeruleae), Liziere de ierburi înalte hidrofile de câmpie și de nivel montan până la alpin, Fânețe de joasă altitudine (Alopecurus pratensis, Sanguisorba officinalis), Turbării active, Mlaștini oligotrofe degradate, capabile încă de regenerare naturală, Turbării de acoperire (* exclusiv pentru turbării active), Mlaștini turboase de tranziție și turbării mișcătoare, Depresiuni pe substraturi de turbă de Rhynchosporion, Mlaștini alcaline, Grohotișuri termofile și vest-mediteraneene, Pante stâncoase calcaroase cu vegetație casmofită, Roci stâncoase cu vegetație pionieră de Sedo-Scleranthion sau Sedo albi-Veronicion dillenii, Peșteri inaccesibile publicului, Păduri de fag acidofile atlantice, cu subarboret de Ilex și, uneori, de asemenea, Taxus, la nivelul arbuștilor (Quercion robori-petraeae sau Ilici-Fagenion), Păduri de fag din Europa Centrală dezvoltate pe sol calcaros cu Cephalanthero-Fagion, Păduri pe pante, grohotișuri și ravene de Tilio-Acerion, Păduri aluvionare cu Alnus glutinosa și Fraxinus excelsior (Alno-Padion, Alnion incanae, Salicion albae).
La baza desemnării sitului se află mai multe specii protejate:
- plante (1): Sphagnum denticulatum
- mamifere (6): liliac cârn (Barbastella barbastellus), Galemys pyrenaicus, liliac cărămiziu (Myotis emarginatus), liliacul mediteranean cu potcoavă (Rhinolophus euryale), liliacul mare cu potcoavă (Rhinolophus ferrumequinum), liliacul mic cu potcoavă (Rhinolophus hipposideros)
- nevertebrate (4): Coenagrion mercuriale, fluturele auriu (Euphydryas aurinia), gândacul de apă (Rhysodes sulcatus), Rosalia alpina

Pe lângă speciile protejate, pe teritoriul sitului au mai fost identificate 31 de specii de plante, 4 specii de amfibieni, 1 specie de mamifere, 7 specii de nevertebrate, 4 specii de reptile.